# Two Sacred Songs
Two Sacred Songs (WXIV) (Zwei Geistliche Lieder) zijn instrumentaties door Igor Stravinsky van twee liederen uit het Spanisches Liederbuch van Hugo Wolf: Herr, was trägst der Boden hier op een anonieme tekst in vertaling van Paul Heyse en Wunden trägst du, mein geliebter op een tekst van J. de Valdivivielso in een vertaling van Emanuel Geibel.
De liederen werden op de middag van 15 mei 1968 gearrangeerd in San Francisco voor mezzo-sopraan en drie klarinetten in A, twee hoorns in F en solo strijkkwintet. De eerste uitvoering, o.l.v. Robert Craft, vond op 6 september 1968 plaats in het Los Angeles County Museum of Art.
Eén van de redenen voor de transcripties was dat "Wolf alleen octaven gebruikte voor meer geluid. Hij had een goed oor en een gevoel voor inventie, maar erg weinig techniek". Een andere reden was volgens Craft dat Stravinsky iets over de dood wilde zeggen, maar voelde dat hij niet zelf iets kon componeren.
De Two Sacred Songs zijn de laatste werken van Stravinsky die zijn gepubliceerd.

## Oeuvre
Zie het Oeuvre van Igor Stravinsky voor een volledig overzicht van het werk van Stravinsky.

## Geselecteerde discografie
- Two Sacred Songs, op 'Songs – Igor Stravinsky', Ann Murray, mezzosopraan, Ensemble InterContemporain o.l.v. Pierre Boulez (DGG 20th Century Classics, 431 751-2)